# スカルツィの聖母と聖フランチェスコ、聖ヒエロニムス
『スカルツィの聖母と聖フランチェスコ、聖ヒエロニムス』（スカルツィのせいぼとせいフランチェスコ、せいヒエロニムス、伊: Madonna col Bambino fra i Santi Girolamo e Francesco、英: Madonna degli Scalzi with Saints Francis and Jerome）は、イタリア・バロック期のボローニャ派の画家ルドヴィコ・カラッチが1590年ごろ、キャンバス上に油彩で制作した祭壇画である。現在、ボローニャ国立絵画館に所蔵されている。

## 作品
カラッチは、この祭壇画をボローニャのマドンナ・デッリ・スカルツィ教会 (Madonna degli Scalzi) のベンティヴォーリオ (Bentivoglio) 礼拝堂のために描いた。絵画の構成は明らかにラファエロの『システィーナの聖母』 (アルテ・マイスター絵画館、ドレスデン) を想起させ、いくつかの類似点を持っている。また、コレッジョやヴェネツィア派の影響も豊富に見て取れる。本作はルドヴィコの様式的発展の中で重要な位置を占め、1580年代半ばからルドヴィコが提示した「刺激的な詩学」に初めて近づいている作品である。

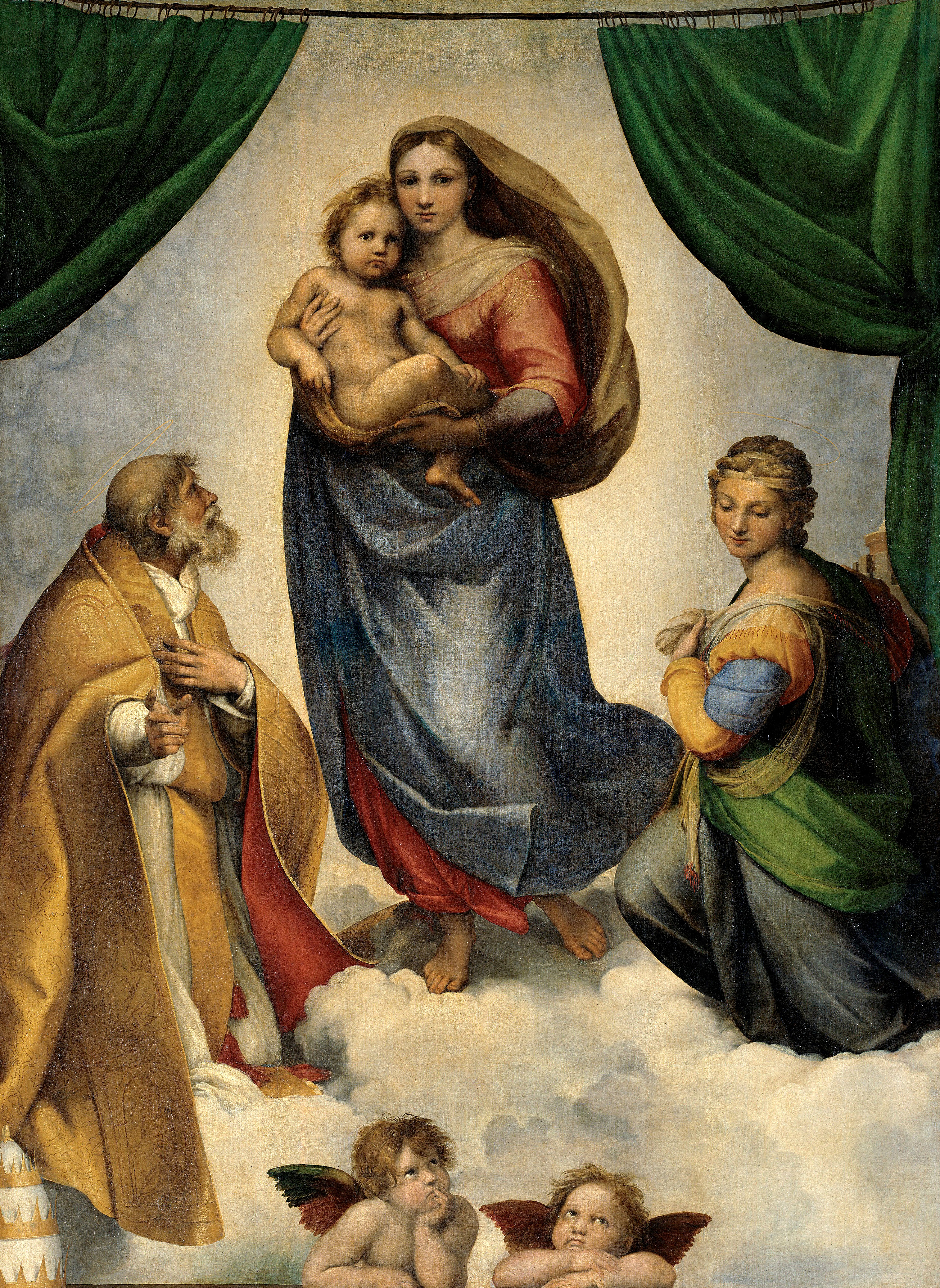
ラファエロ・サンティ『システィーナの聖母』 (1513-1514年)、アルテ・マイスター絵画館、ドレスデン

画家は聖母マリアの左側に幼子イエス・キリストから何かを受け取る聖フランチェスコを配置し、聖母の下には開かれた聖書を持つ聖ヒエロニムスを描いている。聖ヒエロニムスは聖書を手に持ったままであるが、聖フランチェスコの足元の本は聖母のヴィジョンによって目立たない。聖ヒエロニムスの手前の陰にはライオンが見える。伝説によれば、聖ヒエロニムスはライオンの脚から棘を抜いてやり、それ以降、ライオンは彼の連れとなったという。
聖フランチェスコは1181年にアッシジに生まれた。もともと裕福な商人の息子であったが、財産の相続を放棄し、信仰の道に入った。1224年、彼は聖痕を受ける奇跡を経験し、キリストと同じ傷を持った。一方、聖ヒエロニムスは341年にダルマチアで生まれ、父に教わった読み書きの術をローマで磨いた。さらに神学者や聖書註解者と交流を持つために各地を巡り、353年からは5年間、ギリシアの荒野で隠遁生活を送った。ローマにもどってからは、卓越した語学力と知識を駆使し、旧来の聖書の訳文を原典と照合した上で改定した。
背景には、モノクロームで影のように表された天使の姿が見える。薄いヴェール、輝く光輪、星の冠を着けた聖母は前の下方を見つめており、そこには教会を訪れた人々がいたであろう。彼女は三日月の上を歩いているが、それは無原罪の御宿りの初期の表現である。ボローニャのバロック期のエングレービング版画家フラミニオ・トッレ (Flaminio Torre) は、この絵画におおまかにもとづいたエングレービングを制作した。